# William Wyler
William Wyler (* 1. Juli 1902 als Willi Wyler in Mülhausen, damals Deutsches Kaiserreich; † 27. Juli 1981 in Los Angeles) war ein deutsch-schweizerischer Filmregisseur und Produzent mit US-amerikanischer Staatsbürgerschaft. Er galt über drei Jahrzehnte lang als einer der führenden Regisseure Hollywoods. Dabei war er in vielen Genres erfolgreich und insbesondere für seinen Perfektionismus bekannt.
Wyler, der insgesamt zwölfmal für den Oscar in der Kategorie Bester Regisseur nominiert war, gewann den Preis dreimal: 1943 für Mrs. Miniver, 1947 für Die besten Jahre unseres Lebens und 1960 für den Monumentalfilm Ben Hur, seine heute bekannteste Arbeit. Weitere bedeutende Filme sind Dodsworth (1936), Sturmhöhe (1939), Die kleinen Füchse (1941), Die Erbin (1949), Ein Herz und eine Krone (1953), Weites Land (1958) und Wie klaut man eine Million? (1966).

## Leben

### Frühe Jahre
Willi Wyler wurde 1902 in Mülhausen, damals dem Deutschen Kaiserreich angehörend, als Sohn eines wohlhabenden jüdischen Herrenausstatters geboren. Sein Vater Leopold war gebürtiger Schweizer, die Mutter Melanie stammte aus Deutschland und war eine Cousine von Carl Laemmle, dem Gründer und Chef der Universal Studios. Wegen der Herkunft seines Vaters hatte Willi einen Schweizer Pass. Er besuchte als Junge mehrere Schulen und galt als aufmüpfig; mehr als einmal wurde er der Schule verwiesen. Sein älterer Bruder war der spätere Filmproduzent Robert Wyler. Insbesondere die Mutter sorgte dafür, dass die Kinder schon früh Konzerte, Opern und Theateraufführungen besuchten. Nach einer kaufmännischen Ausbildung unter anderem in Lausanne studierte er Musik am Nationalen Konservatorium in Paris, wo er nebenbei auch Kleider verkaufte. Eigentlich sollte er das Kleidergeschäft seines Vaters übernehmen, doch zeigte er daran keinerlei Interesse.

### Filmkarriere
Auf der Suche nach einem geeigneten Beruf für ihn kontaktierte die Mutter Carl Laemmle, der regelmäßig Europa besuchte und dabei gleichzeitig nach neuen Talenten für Hollywood Ausschau hielt. 1921 traf Laemmle Wyler zum ersten Mal und er verschaffte ihm einen Job als Autor in der New Yorker Niederlassung der Universal Studios. Sein erstes Gehalt betrug rund 25 US-Dollar. Um 1923 ging er unter seinem inzwischen amerikanisierten Namen William Wyler nach Hollywood, wo er bei Universal die unterschiedlichsten Aufgaben bei der Filmproduktion übernahm. So war er für einige Zeit Bühnenbildner und Putzmann, konnte aber bereits 1923 auch als Regieassistent der Produktion von The Hunchback of Notre Dame mitwirken, einem teuer inszenierten Film mit Lon Chaney. In den folgenden Jahren musste er allerdings einige Rückschläge einstecken, so war er etwa zwischendurch entlassen worden. Mitte der 1920er Jahre übernahm Wyler von Fred Niblo den Posten des Regieassistenten bei den Dreharbeiten zum Monumentalfilm Ben Hur.
Etwa zur selben Zeit konnte Wyler auch seine ersten Projekte als „erster“ Regisseur bei Universal verwirklichen, zunächst vor allem Low-Budget-Western. Der heute verschollene Film Anybody Here Seen Kelly? von 1928 mit Bessie Love in der Hauptrolle war Wylers erster Nicht-Western. Ebenfalls 1928 erhielt er die amerikanische Staatsbürgerschaft. Kurze Zeit später drehte der junge Regisseur seine ersten Tonfilme, die Ende der 1920er Jahre allmählich den Stummfilm ablösten. Wyler erwarb sich allmählich einen Ruf, und ab 1930 übernahm er einige Prestigeproduktionen von Universal, so die elegant in Szene gesetzten Adaptionen von A House Divided und Der Staranwalt von Manhattan von 1933 mit John Barrymore in der Hauptrolle. Teilweise finden sich unter seinen Produktionen aus dieser Zeit aber auch B-Movies wie Tom Brown of Culver.
Seinen großen Durchbruch feierte Wyler 1936 mit zwei Filmen, die er für den unabhängigen Filmproduzenten Samuel Goldwyn inszenierte. Zunächst Infame Lügen, eine Verfilmung des Bühnenstücks The Children’s Hour von Lillian Hellman, die gekonnt die Auflagen des Hays Codes umging und den Mittelpunkt weg von lesbischen Gerüchten auf die unglückliche Liebesgeschichte der Beteiligten verlegte. Der Film machte aus Merle Oberon einen Star, wenngleich Wyler die Schauspielerin durch endlose Wiederholungen einzelner Einstellungen fast in einen Nervenzusammenbruch getrieben haben soll. Das unbedingte Streben nach Perfektion war mittlerweile ein Markenzeichen von Wyler, der von Oberon später nur 90-Take Wyler genannt wurde.
Infame Lügen markierte auch die erste Zusammenarbeit mit dem Kameramann Gregg Toland, der in vielen späteren Filmen für den typischen Wyler-Look sorgte, d. h. viele lange Einstellungen mit oft dramatischen Hell-dunkel-Kontrasten sowie Aufnahmen aus der Totalen, so dass lange Szenen ohne Schnitt gedreht werden konnten. Diese Technik erfordert jedoch hohe Disziplin von allen Beteiligten, insbesondere den Schauspielern. Der autokratische Wyler verlangte absolute Zuverlässigkeit von allen Darstellern und stritt sich oft mit Stars, die eine etwas laxere Einstellung an den Tag legten. Auch der zweite Film für Goldwyn war eine Bühnenvorlage, die wiederum auf einem Roman des Literaturnobelpreisträgers Sinclair Lewis beruhte. Zeit der Liebe, Zeit des Abschieds (Dodsworth) handelte – für das damalige Hollywood ungewöhnlich – über ein Paar mittleren Alters (gespielt von Walter Huston und Ruth Chatterton), das eine Reise durch Europa unternimmt und sich menschlich voneinander entfernt. Wyler erhielt für das Werk die erste von insgesamt zwölf Oscar-Nominierungen für die beste Regie, einen bis heute nicht wieder erreichten Rekord.
In den späten 1930er-Jahren begann Wyler bei Warner Brothers die Zusammenarbeit mit Bette Davis, die sich während der Dreharbeiten zu Jezebel – Die boshafte Lady zwar dauernd mit Wyler stritt, am Ende aber einen Oscar gewann und mit Wyler noch zwei weitere Filme drehte. 1939 begann mit der relativ freien Verfilmung von Wuthering Heights die erfolgreichste Karrierephase für Wyler. Obwohl der Film nur einen Teil des Romans abdeckt, wurde er von der Kritik gefeiert, und Merle Oberon, die die Rolle der Cathy übernommen hatte, bekam die besten Rezensionen ihrer gesamten Laufbahn.
Laurence Olivier, der die Hauptrolle spielte, war während der Dreharbeiten zwar von Wylers Perfektionismus genervt, äußerte sich aber später, dass er ihm beigebracht habe, wie man – im Vergleich zum Theater – in Filmen spielt. Die Filmdramen Das Geheimnis von Malampur und Die kleinen Füchse, beide mit Bette Davis, brachten Wylers Karriere Anfang der 1940er Jahre weiter voran. Warners Studioboss Jack L. Warner störte sich an dem teils dutzendfachen Drehen vieler Einstellungen bei Wyler, da es kostenintensiv war, gewährte ihm jedoch nach seinen Erfolgen zunehmende Freiheit, da er ihn als wichtigen Regisseur anerkannte.
1942 realisierte Wyler bei Metro-Goldwyn-Mayer das Kriegsdrama Mrs. Miniver mit Greer Garson in der Hauptrolle, das ein englisches Dorf in den Bombenangriffen des Zweiten Weltkrieges zeigt und bis heute als einer der besten Propagandafilme dieses Krieges gilt. Es war 1942 der größte Kassenerfolg und wurde unter anderem für den besten Film und die beste Regie mit einem Oscar ausgezeichnet. Anschließend ging Wyler zur Armee und drehte mehrere Filme über die Flächenbombardements in Deutschland. Nach dem Krieg konnte er mit dem Kriegsheimkehrerepos Die besten Jahre unseres Lebens nahtlos an seine Erfolge anknüpfen. Der als realistisch betrachtete Film, der in Samuel Goldwyns Produktionsstudio entstand, wurde mit Preisen überhäuft und gewann unter anderem den Oscar für den besten Film des Jahres.
In den folgenden Jahren drehte Wyler, nun bei Paramount unter Vertrag, einige seiner bekanntesten Filme, so das Drama Die Erbin nach einer Novelle von Henry James, der Olivia de Havilland ihren zweiten Oscar als beste Hauptdarstellerin einbrachte, und die romantische Komödie Ein Herz und eine Krone, mit der Audrey Hepburn ihren Durchbruch feierte und ebenfalls einen Oscar als beste Hauptdarstellerin gewann. Bei Ein Herz und seine Krone setzte Wyler durch, dass der Film vor Ort in Rom gedreht wurde, was bis dahin für Hollywood-Produktionen sehr ungewöhnlich war. Seit seinem Wechsel zu Paramount war Wyler für seine Filme auch häufig als Produzent verantwortlich, was ihm mehr künstlerische Freiheit einräumte. Sein Film Lockende Versuchung mit Gary Cooper handelt von einer pazifistischen Quäkerfamilie im amerikanischen Bürgerkrieg und gewann 1957 die Goldene Palme. In seinem erfolgreichen Western Weites Land (1958) mit Gregory Peck ist der Konflikt zwischen Pazifismus und aktivem Handeln bei einer Bedrohung erneut ein Thema.
Den Höhepunkt seiner Karriere erreichte Wyler mit dem Remake von Ben Hur, der damals zahlreiche Rekorde brach und elf Oscars gewann, mehr als irgendein anderer Film zuvor. Zu seinen weniger spektakulären, aber oft immer noch gut rezensierten Spätwerken gehören das Drama Infam – ein Remake seines eigenen Filmes Infame Lügen von 1936, in dem die lesbischen Aspekte der Geschichte nunmehr deutlicher hervortraten –, die Krimikomödie Wie klaut man eine Million? (1966) mit Audrey Hepburn sowie das Musical Funny Girl (1968), das Barbra Streisand den Oscar und den Durchbruch zum Filmstar brachte. Sein letzter Film Die Glut der Gewalt von 1970 thematisiert die Probleme zwischen Afroamerikanern und Weißen in den Südstaaten. In dieser Zeit wurde ihm auch die Regie an dem späteren Filmerfolg Patton – Rebell in Uniform angeboten, doch die vorgesehenen achtmonatigen Dreharbeiten in Europa erschienen dem mittlerweile fast 70-jährigen Wyler als zu anstrengend.

### Privatleben
William Wyler war von 1934 bis 1936 mit der Schauspielerin Margaret Sullavan verheiratet, die Ehe wurde geschieden. Seine 1938 geschlossene Ehe mit der Schauspielerin Margaret Tallichet (1914–1991) hielt bis zu seinem Tod. Ihr entstammen fünf Kinder.
In der letzten Dekade seines Lebens erhielt Wyler einige bedeutende Auszeichnungen wie den AFI Life Achievement Award und verbrachte die Zeit mit vielen Reisen, gegen Ende der Dekade hatte er allerdings mit Erkrankungen an COPD und Lungenkrebs zu kämpfen. Kurz nach einer längeren Europareise mit seiner Frau starb er 1981 im Alter von 79 Jahren an einem Herzinfarkt. Er ist auf dem Forest Lawn Memorial Park in Glendale bestattet.

## Stil und Rezeption
William Wyler war in den verschiedensten Filmgenres erfolgreich und verfilmte oftmals bekannte literarische Werke. Wie für viele Hollywood-Filmemacher seiner Zeit besaß ein sorgfältig ausgearbeitetes Drehbuch die Priorität. Er besaß ein außergewöhnliches Gespür für die Dramaturgie eines Filmes und die passende schauspielerische Besetzung. Wyler brachte viele Schauspieler zu Höchstleistungen und zu Filmpreisen, allerdings auch manchmal durch seine zahlreichen Takes zu Verzweiflung – über 50 Aufnahmen für eine einzelne Einstellung waren keine Seltenheit für den Perfektionisten Wyler. Viele Schauspieler und Crewmitglieder konnten sich mit ihren eigenen Ideen aber auch am Film beteiligen, wofür Wyler diese auch öffentlich lobte.
Die Filmkritikerin Hermine Rich Isaacs feiert William Wyler als „Stilisten und Techniker“ in der Neuen illustrierten Kunstzeitschrift Dionysos vom 18. Juni 1948:
„An seiner 1935 gedrehten liebenswürdigen Komödie The Good Fairy (Die gute Fee) wurden die übermäßig zahlreichen Großaufnahmen bemängelt. Vier Jahre später, in Wuthering Heights (Sturmhöhe), wurde die verschwenderische Benutzung desselben Kunstgriffes anstandslos akzeptiert. Denn in der stilisierten Form, mit der er einzelne Figuren in Großaufnahmen herausstellte und die Silhouetten anderer gleichsam in den äußersten Rand des Rahmens schnitzte, verhalf er Emily Brontës Romanze [...] zu der ihr gemäßen Perspektive. Heute ist er sparsamer mit Großaufnahmen und benutzt sie nur, wenn mir einmal daran liegt, alles anders ein Zeitlang aus dem Blickfeld des Zuschauers herauszuhalten‘.“
Wylers Kameraeinstellungen versuchten, die jeweiligen Stimmung der Szenen herüberzubringen und zugleich die Figuren mit ihren Eigenschaften und Gefühlen psychologisch und vielschichtig herauszuarbeiten. Er war der Überzeugung, dass ein Film zu 80 % aus einem Drehbuch und zu 20 % aus den Schauspielern bestehe, und dass der Regisseur als „unsichtbare Hand“ dem Zuschauer weitestgehend verborgen bleiben sollte. Wyler äußerte, dass ein Regisseur einen Film nicht nach seinen eigenen Bedürfnissen gestalten solle, sondern sich danach richten solle, welche Qualitäten der zu machende Film benötige.
Durch diese Ansichten wurde er von einigen Anhängern der Auteur-Theorie ab den 1960er-Jahren kritisch gesehen, die ihm vorwarfen, kein Autorenfilmer zu sein, der persönliche Filme drehe. So sind seine frühen Filmdramen bei französischen Kritikern vielfach gelobt worden, aber der Monumentalfilm Ben Hur stieß auf Ablehnung. Wyler selbst antwortete auf diese Kritik: "I would hardly call myself an auteur — although I’m one of the few American directors who can pronounce the word correctly.”. Der britische Filmkritiker David Cairns bemerkte, dass er keine einzige „substanzielle“ oder „begründete Kritik“ an Wylers Werk gefunden habe, vielmehr einige Kritiker wegen dessen vieler Auszeichnungen und seinen „auf offensichtliche Weise großen“ Filmen – mit bekannten Stars, großen Themen, handwerklicher Perfektion – unverdient skeptisch gegen Wyler geworden seien. Als Dramaturg und Techniker sei Wyler einer der besten Regisseure der Filmgeschichte, wenn es darum gegangen sei, dem Zuschauer hochklassige Stoffe zu präsentieren und ihm nahe zu bringen.

## Filmografie (Auswahl)
- 1925: Crook Buster (Kurzfilm)
- 1926: The Gunless Bad Man (Kurzfilm)
- 1926: Ridin’ for Love (Kurzfilm)
- 1926: Lazy Lightning
- 1928: Anybody Here Seen Kelly?
- 1929: Zwischen den Seilen (The Shakedown)
- 1929: Die Liebesfalle (The Love Trap)
- 1930: Galgenvögel (Hell’s Heroes)
- 1931: Der Mannsteufel (A House Divided)
- 1932: Tom Brown of Culver
- 1933: Der Staranwalt von Manhattan (Counsellor at Law)
- 1935: Die Fee (The Good Fairy)
- 1935: The Gay Deception
- 1936: Infame Lügen (These Three)
- 1936: Zeit der Liebe, Zeit des Abschieds (Dodsworth)
- 1936: Nimm, was du kriegen kannst (Come and Get It)
- 1937: Sackgasse (Dead End)
- 1938: Jezebel – Die boshafte Lady (Jezebel)
- 1939: Sturmhöhe (Wuthering Heights)
- 1940: Der Westerner (The Westerner)
- 1940: Das Geheimnis von Malampur (The Letter)
- 1941: Die kleinen Füchse (The Little Foxes)
- 1942: Mrs. Miniver
- 1944: The Memphis Belle: A Story of a Flying Fortress (Dokumentarfilm)
- 1944: The Fighting Lady (Dokumentarfilm)
- 1946: Die besten Jahre unseres Lebens (The Best Years of Our Lives)
- 1947: Thunderbolt (Dokumentarfilm)
- 1949: Die Erbin (The Heiress)
- 1951: Polizeirevier 21 (Detective Story)
- 1952: Carrie
- 1953: Ein Herz und eine Krone (Roman Holiday)
- 1955: An einem Tag wie jeder andere (The Desperate Hours)
- 1956: Lockende Versuchung (Friendly Persuasion)
- 1958: Weites Land (The Big Country)
- 1959: Ben Hur
- 1961: Infam (The Children’s Hour)
- 1965: Der Fänger (The Collector)
- 1966: Wie klaut man eine Million? (How to Steal a Million)
- 1968: Funny Girl
- 1970: Die Glut der Gewalt (The Liberation of L. B. Jones)

## Auszeichnungen (Auswahl)
Im Laufe seiner langen Karriere erhielt Wyler als Regisseur und als Produzent zahlreiche Auszeichnungen. Er war bei den Oscars so oft wie kein anderer Regisseur in der Kategorie Beste Regie nominiert, nämlich insgesamt zwölfmal. Mit drei Oscars als Regisseur liegt er gleichauf mit Frank Capra und einzig hinter John Ford (vier). Er hält zudem den Rekord, die meisten Schauspieler durch eigene Filme zu Oscar-Nominierungen bzw. Auszeichnungen gebracht zu haben: 36 Nominierungen und 14 Preise erhielten die Darsteller von Wylers Filmen im Laufe seiner Karriere. In späteren Jahren erhielt Wyler noch zahlreiche Ehrungen für sein Lebenswerk.

### Oscars
- Oscarverleihung 1937: Nominierung als bester Regisseur für Zeit der Liebe, Zeit des Abschieds
- Oscarverleihung 1940: Nominierung als bester Regisseur für Sturmhöhe
- Oscarverleihung 1941: Nominierung als bester Regisseur für Das Geheimnis von Malampur
- Oscarverleihung 1942: Nominierung als bester Regisseur für Die kleinen Füchse
- Oscarverleihung 1943: Beste Regie für Mrs. Miniver
- Oscarverleihung 1947: Beste Regie für Die besten Jahre unseres Lebens
- Oscarverleihung 1950: Nominierung als bester Regisseur für Die Erbin 
 ebenfalls nominiert in der Funktion als Produzent für den besten Film
- Oscarverleihung 1952: Nominierung als bester Regisseur für Polizeirevier 21
- Oscarverleihung 1954: Nominierung als bester Regisseur für Ein Herz und eine Krone 
 ebenfalls nominiert in der Funktion als Produzent für den besten Film
- Oscarverleihung 1957: Nominierung als bester Regisseur für Lockende Versuchung 
 ebenfalls nominiert in der Funktion als Produzent für den besten Film
- Oscarverleihung 1960: Beste Regie für Ben Hur
- Oscarverleihung 1966: Nominierung als bester Regisseur für Der Fänger
- Oscarverleihung 1966: Irving G. Thalberg Memorial Award als Produzent

### Weitere Auszeichnungen
American Film Institute
- 1976: AFI Life Achievement Award für sein Lebenswerk

British Film Academy
- 1960: British Film Academy Award für den besten Film für Ben Hur

Directors Guild of America
- 1952: DGA-Nominierung als bester Regisseur für Polizeirevier 21
- 1954: DGA-Nominierung als bester Regisseur für Ein Herz und eine Krone
- 1957: DGA-Nominierung als bester Regisseur für Lockende Versuchung
- 1959: DGA-Nominierung als bester Regisseur für Weites Land
- 1960: DGA-Award als bester Regisseur für Ben Hur
- 1962: DGA-Nominierung als bester Regisseur für Infam
- 1966: DGA Lifetime Achievement Award für sein Lebenswerk
- 1969: DGA-Nominierung als bester Regisseur für Funny Girl

Golden Globes
- 1960: Bester Film für Ben Hur

National Board of Review
- 1946: NBR Award als bester Regisseur für Die besten Jahre unseres Lebens
- 1955: NBR Award als bester Regisseur für An einem Tag wie jeder andere

New York Film Critics Circle Awards
- 1946: NYFCC Award als bester Regisseur für Die besten Jahre unseres Lebens

Internationale Filmfestspiele von Cannes
- 1957: Goldene Palme für Lockende Versuchung

Internationale Filmfestspiele von Venedig
- 1938: Special Recommendation für Jezebel